# 桃花扇传奇
《桃花扇传奇》片长30集，摄制于2000年，由鲁晓威执导，该剧根据中国四大名剧《桃花扇》改编。讲述了秦淮八艳的历史传奇及才子佳人流传久远的红尘绝恋。

## 演员
- 李香君 ：曹颖
- 侯朝宗 ：周杰
- 陈圆圆 ：赵靓
- 冒辟疆 ：郭晓冬
- 明心 ：薛佳凝
- 董小宛 ：席与立
- 柳如是 ：李欣凌

## 音乐
- 主题曲：《若有来生还是你》
- 片尾曲：《再给我多些时间》